# Nguyễn Hữu Tước
Nguyễn Hữu Tước (sinh ngày 23 tháng 4 năm 1953) là Thiếu tướng Công an nhân dân Việt Nam và đại biểu Quốc hội Việt Nam khóa 11, thuộc đoàn đại biểu Quảng Ninh. Ông là ủy viên Ủy ban Quốc phòng và An ninh của Quốc hội khóa 11, Ủy viên Ban thường vụ tỉnh ủy, Bí thư Đảng ủy, Giám đốc công an tỉnh Quảng Ninh. 

## Tiếu sử
Nguyễn Hữu Tước là người dân tộc Kinh, có quê quán ở xã Lang Sơn, huyện Hạ Hòa, tỉnh Phú Thọ. Ông có trình độ cử nhân lí luận chính trị và đại học An ninh. Ngày 4 tháng 6 năm 2008, ông được Thủ tướng Chính phủ Việt Nam thăng quân hàm từ Đại tá lên Thiếu tướng Công an nhân dân Việt Nam.
Ngày 10 tháng 12 năm 2010, Nguyễn Hữu Tước được trao quyết định của Bộ trưởng Bộ Công an cho thôi giữ chức vụ Giám đốc Công an tỉnh Quảng Ninh, chờ nghỉ hưu theo chế độ nhà nước Việt Nam. Thay thế ông làm Giám đốc Công an tỉnh Quảng Ninh từ ngày 7 tháng 12 năm 2010 là Đại tá Vũ Chí Thực, Uỷ viên Ban thường vụ Tỉnh uỷ, Bí thư Đảng ủy, Phó Giám đốc Công an tỉnh Quảng Ninh.